# Joseph Melling
Joseph Melling (Saint-Avold, 27 dicembre 1724 – Strasburgo, 23 dicembre 1796) è stato un pittore francese di origini lorenesi.
Studiò a Parigi con Carle van Loo e François Boucher, e successivamente fu attivo alla corte di Karlsruhe (Germania) per venti anni prima di stabilirsi a Strasburgo dal 1774. Dipinse ritratti e scene di argomento storico e religioso. Ottenne il secondo posto al Prix de Rome nel 1749.

## Biografia
Figlio di uno scultore in legno, entrò nell'ordine degli agostiniani a Saarlouis per imparare il latino. Era lo zio di Antoine Ignace Melling. Si recò a Parigi dove lavorò per uno scultore ornamentale. Fu allievo di Charles André van Loo (1705-1765) e vinse il primo premio di disegno dall'Académie royale de peinture et de sculpture. Fu raccomandato a François Boucher (1703-1770) che lo mise in condizione di vincere il Prix de Rome nel 1750. Entrò nella scuola degli allievi protetti di van Loo e vi rimase fino al 1755. Quando partì per Roma, si arruolò al servizio di una corte tedesca e vi lavorò a lungo senza ottenere molti profitti. Andò con la sua famiglia a Strasburgo per fondarvi una scuola di disegno e realizzò in quella città molti dipinti di ogni tipo .

## Opere

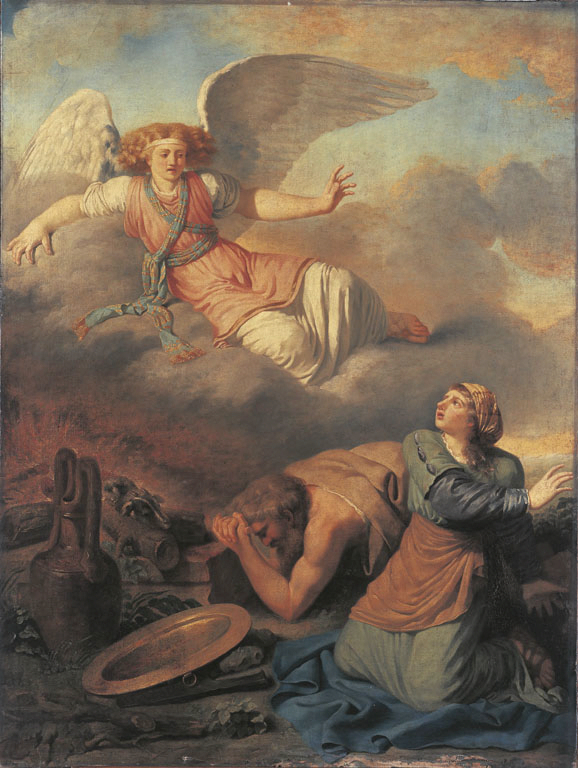
Joseph Melling, secondo premio al Prix de Rome, 1749, Labano dà in sposa sua figlia a Giacobbe, Parigi, École nationale supérieure des beaux-arts

- Presunto autoritratto dell'artista, Museo delle arti decorative di Strasburgo
- Ritratto di una donna anziana, 1774
- Ritratto di due sposi, 1776, Museo delle arti decorative di Strasburgo
- Ritratto del dottor Isaac Ottmann, 1778 Museo delle arti decorative di Strasburgo
- Ritratto di Catherine-Léonie Staedel (moglie del medico Ottmann), 1778 Museo delle arti decorative di Strasburgo
- Ritratto della moglie P.-J. Staedel, 1778 Museo storico di Strasburgo ?
- Ritratto di uomo, Museo di Belle Arti di Strasburgo
- Le sei virtù civiche, 1796? (sei allegorie nel Salone dei vescovi, Palazzo dei Rohan
- L'apoteosi del principe Massimiliano (Palazzo del governatore militare di Strasburgo)